# Nitto Denko
Nitto Denko Corporation (日東電工株式会社 Nittō Denkō Kabushiki-gaisha) er en japansk producent af tape, vinyl, isolering, etc. De har hovedkvarter i Tokyo. Historien begyndte med Nitto Electric Industrial Company, der blev etableret i 1918, som en producent af elektrisk isolering.